# Ruy Páez de Biedma
Ruy Páez de Biedma (f. siglo XIII – 1342), alcaide de Monterrey, mayordomo mayor de Pedro Fernández de Castro, merino mayor de Galicia y de la tierra de León y Asturias.

## Biografía
Era hijo de Fernán Ruiz de Biedma y Mariña Páez, y hermano del obispo de Mondoñedo Álvaro Pérez de Biedma. 
Ingresó a la Corte del monarca Alfonso XI de Castilla gracias a su buena relación con el ricohombre Pedro Fernández de Castro el de la Guerra. La Crónica alude a él como uno de los organizadores de la ceremonia de armamento de los caballeros, en 1332, con ocasión de la coronación real de Alfonso. Al año siguiente fue nombrado merino mayor de Galicia, cargo que ejerció hasta fines de 1340 o principios de 1341.
En 1336, de la mano de su señor Pedro Fernández, Ruy Páez se unió a la rebelión nobiliaria contra el rey Alfonso, pero desistió tras recibir una heredad a comienzos de ese mismo año. En enero de 1341, además, ya aparece en los documentos reales como merino mayor en León y Asturias.
Participó en la batalla del Salado (1340) y posiblemente en el sitio de Algeciras (1342-1344). La Crónica de Alfonso Onceno recoge una pelea sucedida entre él y Pay Rodríguez de Ambia. Según el relato, el de Ambia denunció a Páez de tramar el asesinato del monarca, por lo que lo retó a duelo. La lucha, que tuvo lugar en Jerez de la Frontera en presencia de Alfonso XI, duró casi tres días, hasta que el rey la detuvo y exculpó al acusado de traición. Afirma el cronista, a propósito de este episodio, que «Ruy Páez era merced et fechura del Rey, et ome en quien ficiera mucha merced et mucha fianza».
Redactó su testamento en Monterrey el 12 de junio de 1342. En el declara haber nombrado a Ares Martínez como alcaide de las torres de la villas, las que ordena devolver al concejo local, y deja en sucesión las fortalezas de Aguiar da Moa, Portela, Castil de Pena y Randín.

## Matrimonios y descendencia
Contrajo un primer matrimonio con Aldonza Núñez de quien tuvo dos hijas, Inés y Treixa (Teresa) Rodríguez, ambas mencionadas en su testamento. Después de enviudar, se casó con Juana Gómez de Toledo, hija de Fernán Gómez de Toledo, privado de Fernando IV. Con ella tuvo a Juan Rodríguez de Biedma, señor de la casa de Biedma y de Villanueva de los Infantes y  copero mayor de Pedro I al principio de su reinado.